# Jaime Bergman

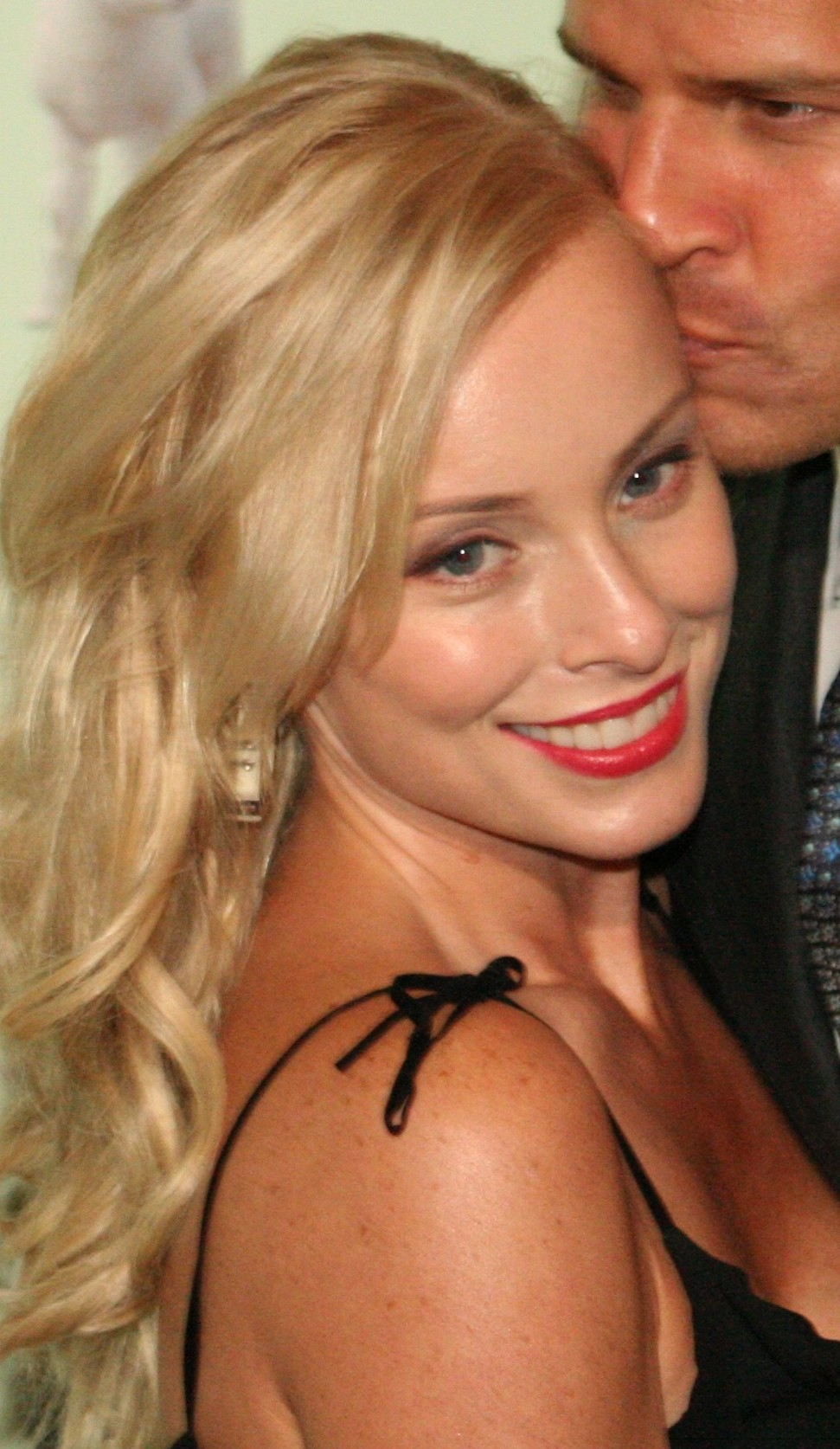
Jaime Bergman mit ihrem Ehemann David Boreanaz (2006)

Jaime Bergman (* 23. September 1975 in Salt Lake City, Utah) ist eine US-amerikanische Schauspielerin und Model, das zum Playboy-Playmate im Monat Januar 1999 gewählt wurde.

## Leben

### Karriere
Nach ihrem Triumph als Miss January 1999 wurde Bergman das Playmate der Geburtstagsausgabe „45 Jahre Playboy“. In einigen Playboy-Videos ist sie ebenfalls zu sehen – unter anderem in einem Bergman-Special und in Playboy’s Playmate Pajama Party.
Daraus ergaben sich Rollenangebote für Gastauftritte in US-Fernsehserien wie zum Beispiel Brutally Normal, Shasta McNasty, Beverly Hills, 90210 und The Love Boat: The Next Wave, die teilweise auch in alle Welt verkauft wurden. Vielgelobt wurde die schräge Fernsehserie Son of the Beach von Howard Stern, eine Parodie der Erfolgsserie Baywatch, die von 2000 bis 2002 im US-Fernsehen lief.
Außerdem war Bergman 1999 in den USA als St. Pauli Girl Werbeträgerin für das gleichnamige Bier.

### Persönliches
Bergman ist seit 2001 mit ihrem Schauspielkollegen David Boreanaz verheiratet, mit dem sie zwei Kinder hat.

## Filmografie
- 1999: Speedway Junkie
- 1999: Love Boat: The Next Wave (Fernsehserie, eine Folge)
- 1999: Beverly Hills, 90210 (Fernsehserie, eine Folge)
- 1999: An jedem verdammten Sonntag (Any Given Sunday)
- 2000: Brutally Normal (Fernsehserie, eine Folge)
- 2000: Shasta McNasty (Fernsehserie, eine Folge)
- 2000: Nur noch 60 Sekunden (Gone in 60 Seconds)
- 2000: Daybreak – Katastrophe in L.A. (Daybreak)
- 2000–2002: Son of the Beach (Fernsehserie, 42 Folgen)
- 2001: Virgins
- 2001: Soulkeepers
- 2002: Dawson’s Creek (Fernsehserie, eine Folge)
- 2003: Pauly Shore Is Dead
- 2003: DarkWolf
- 2003: Knee High P.I. (Fernsehfilm)
- 2004: DysEnchanted (Kurzfilm)
- 2004: Absolut relativ (It’s All Relative, Fernsehserie, eine Folge)
- 2004: Angel – Jäger der Finsternis (Angel, Fernsehserie, eine Folge)
- 2004: Boa vs. Python
- 2010:	Wiffler: The Ted Whitfield Story
- 2017: Bones – Die Knochenjägerin (Bones, Fernsehserie, eine Folge)